# Ingrid, Palle og lydene
Ingrid, Palle og lydene er en dansk kortfilm fra 2005, der er instrueret af Lasse Lindsteen.

## Handling
Palle hører mystiske lyde fra kælderen, men hans kone Ingrid forbyder ham at tale om det, for hvad vil naboerne ikke tænke...?